# کوسه (فیلم ۲۰۱۰)
کوسه (به تامیلی: Sura) و (به انگلیسی: Shark) فیلمی محصول سال ۲۰۱۰ و به کارگردانی اس. پی راجکومار است. در این فیلم بازیگرانی همچون ویجای و تمنا باتیا ایفای نقش کرده‌اند.